# Aloestrela
Aloestrela je monotipski rod jednosupnica iz porodice čepljezovki. Jedina vrsta je A. suzannae, sukulentni nanofanerofit ili fanerofit sa Madagaskara.
Rod je opisan 2019.

## Sinonimi
- Aloe suzannae Decary